# Copa Mundial de Rugby de 2003

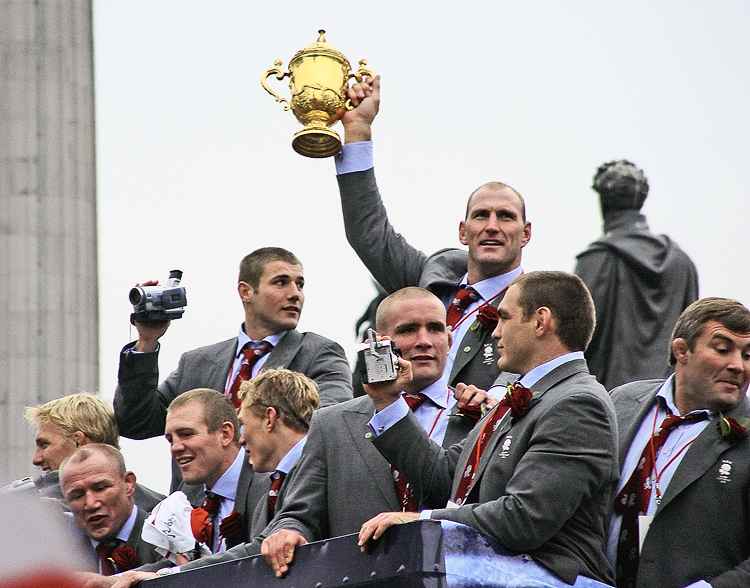
Inglaterra campeona del Mundo, 2003.

La Copa Mundial de Rugby de 2003 (IRB Rugby World Cup 2003™ en inglés) fue la V Copa Mundial de Rugby, celebrada en Australia entre el 10 de octubre y el 22 de noviembre de 2003. El torneo vio romperse la hegemonía de las superpotencias del Sur al consagrarse por primera vez a una nación del hemisferio norte.
Los equipos participantes de este mundial al igual que en la Copa Mundial de Rugby de 1999 fueron 20. Los primeros clasificados fueron los 8 cuarto-finalistas del anterior mundial y se rompió el récord al competir 83 selecciones que buscaron uno de los 12 cupos a través de eliminatorias regionales.
El campeonato fue ganado por Inglaterra que levantó la Copa Webb Ellis derrotando en la final al anfitrión y vigente campeón Australia con un drop en el último minuto de juego de Jonny Wilkinson para el resultado final de 17-20 y consagrar campeón del Mundo al XV de la Rosa.

## Equipos participantes
De los 20 equipos que participaron en el mundial, ocho de esos lugares fueron llenados automáticamente por los cuarto-finalistas de la Copa Mundial de 1999. Los restantes 12 cupos fueron disputados por 83 naciones en eliminatorias regionales.
| África                         | América                                                                               | Europa | Oceanía/Asia                                                                                            |
| ------------------------------ | ------------------------------------------------------------------------------------- | --- | --- |
| - Sudáfrica - Namibia (África) | - Argentina - Canadá (América 1) - Uruguay (América 2) - Estados Unidos (Repechaje 1) | - Inglaterra - Francia - Gales - Escocia - Irlanda (Europa 1) - Italia (Europa 2) - Rumania (Europa 3) - Georgia (Europa 4) | - Australia - Nueva Zelanda - Fiyi (Oceanía 1) - Samoa (Oceanía 2) - Tonga (Repechaje 2) - Japón (Asia) |

- En cursiva, los debutantes en la Copa del Mundo de Rugby.
- Estados Unidos y Tonga clasificaron mediante el Torneo de Repechaje.

## Sedes
Se esperaba que Nueva Zelanda sea coanfitrión del evento o que se disputasen partidos en el país, pero la World Rugby por decisión final del Presidente Syd Millar rechazó dicha propuesta al no concretar negociaciones sobre publicidad con la NZR.

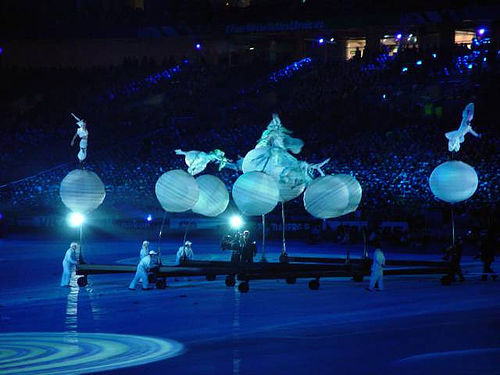
Ceremonia de inauguración de la V Copa Mundial de Rugby en Telstra Stadium, 10 de octubre de 2003.

| Lugar      | Estadio                     | Capacidad |
| ---------- | --------------------------- | --------- |
| Sídney     | Estadio ANZ                 | 83.500    |
| Melbourne  | Estadio Docklands           | 53.371    |
| Brisbane   | Estadio Suncorp             | 52.500    |
| Perth      | Subiaco Oval                | 42.922    |
| Sídney     | Estadio de Fútbol de Sídney | 41.159    |
| Adelaida   | Adelaide Oval               | 33.597    |
| Townsville | Willows Sports Complex      | 26.500    |
| Canberra   | Estadio Canberra            | 25.011    |
| Launceston | York Park                   | 21.000    |
| Gosford    | Estadio Central Coast       | 20.119    |
| Wollongong | Wollongong Showground       | 18.484    |

## Sorteo de grupos
| Grupo A                                     | Grupo B                                   | Grupo C                                    | Grupo D                                 |
| ------------------------------------------- | ----------------------------------------- | ------------------------------------------ | --------------------------------------- |
| Australia Argentina Irlanda Namibia Rumania | Escocia Estados Unidos Fiyi Francia Japón | Georgia Inglaterra Samoa Sudáfrica Uruguay | Canadá Gales Italia Nueva Zelanda Tonga |

## Reglas

### Sistema de puntuación
Los 20 equipos participantes en la primera fase disputaron una liguilla de clasificación en la que pasaron a la siguiente ronda los dos primeros clasificados. Para esta primera fase se dispusieron cuatro grupos de cinco equipos en cada uno de ellos. Dentro de cada grupo cada una de las selecciones disputó cuatro partidos, uno contra cada uno de los demás miembros del grupo. Según el resultado de cada partido se otorgan:
- Cuatro (4) puntos al ganador.
- Dos (2) puntos a cada equipo en caso de empate.
- Cero (0) puntos al equipo que resulte perdedor.

Además se otorgarán:
- Un (1) punto bonus al equipo que en un partido consiga 4 o más tries.
- Un (1) punto bonus al equipo que tras perder un partido lo haga por siete puntos o menos.

## Fase de grupos
BO: Punto de bonificación ofensivo.
BD: Punto de bonificación defensivo.

### Grupo A
| Equipo    | Gan. | Emp. | Per. | A favor | En contra | Extra | Puntos |
| --------- | ---- | ---- | ---- | ------- | --------- | ----- | ------ |
| Australia | 4    | 0    | 0    | 273     | 32        | 2     | 18     |
| Irlanda   | 3    | 0    | 1    | 141     | 56        | 3     | 15     |
| Argentina | 2    | 0    | 2    | 140     | 57        | 3     | 11     |
| Rumania   | 1    | 0    | 3    | 65      | 192       | 1     | 5      |
| Namibia   | 0    | 0    | 4    | 28      | 310       | 0     | 0      |
| 10 de octubre | Australia                                                 | 24 – 8 (14-3) | Argentina                            | Telstra Stadium, Sídney,                                                |                                                                         |
|               | Tries: Sailor 20', Roff 74' Con: Flatley Pen: Flatley (4) |               | Tries: Corleto 72' Pen: F. Contepomi | Asistencia: 81,350 espectadores Árbitro(s): Paul Honiss (Nueva Zelanda) | Asistencia: 81,350 espectadores Árbitro(s): Paul Honiss (Nueva Zelanda) |

| 11 de octubre | Irlanda                                                                                    | BO 45 – 17 (26-0) | Rumania                                                    | Bluetongue Central Coast Stadium, Gosford,                              |                                                                         |
|               | Tries: S. Horgan, Wood, Hickie (2), Costello Con: Humphreys (3), O'Gara Pen: Humphreys (4) |                   | Tries: Penalty try, Maftei Con: Tofan, Vioreanu Pen: Tofan | Asistencia: 19,123 espectadores Árbitro(s): Jonathan Kaplan (Sudáfrica) | Asistencia: 19,123 espectadores Árbitro(s): Jonathan Kaplan (Sudáfrica) |

| 14 de octubre | Argentina | BO 67 – 14 (27-7) | Namibia                                    | Bluetongue Central Coast Stadium, Gosford,                           |                                                                      |
|               | Tries: Méndez, Bouza (2), J. Fernández Miranda, Penalty try (2), Gaitán (3), N. Fernández Miranda Con: Quesada (7) Pen: Quesada |                   | Tries: Grobier, Husselman Con: Wessels (2) | Asistencia: 17,887 espectadores Árbitro(s): Nigel Whitehouse (Gales) | Asistencia: 17,887 espectadores Árbitro(s): Nigel Whitehouse (Gales) |

| 18 de octubre | Australia | BO 90 – 8 (38-8) | Rumania                    | Suncorp Stadium, Brisbane,                                           |                                                                      |
|               | Tries: Flatley, Rogers (3), Burke (2), Larkham (2), Mortlock, Roff, Giteau, Tuqiri, Smith Con: Flatley (11) Pen: Flatley |                  | Tries: Toderasc Pen: Tofan | Asistencia: 48,778 espectadores Árbitro(s): Pablo Deluca (Argentina) | Asistencia: 48,778 espectadores Árbitro(s): Pablo Deluca (Argentina) |

| 19 de octubre | Irlanda | BO 64 – 7 (33-7) | Namibia                    | Aussie Stadium, Sídney,                                             |                                                                     |
|               | Tries: Quinlan (2), Dempsey, Hickie, Horan, Miller (2), G. Easterby, S. Horgan, Kelly Con:Ronan O'Gara (7) |                  | Tries: Powell Con: Wessels | Asistencia: 35,382 espectadores Árbitro(s): Andrew Cole (Australia) | Asistencia: 35,382 espectadores Árbitro(s): Andrew Cole (Australia) |

| 22 de octubre | Argentina | BO 50 – 3 (31-0) | Rumania          | Aussie Stadium, Sídney,                                              |                                                                      |
|               | Tries: Gaitán, Hernández (2), M. Contepomi, N. Fernández Miranda, Bouza (2) Con: J. Fernández Miranda (4), Quesada (2) Pen: J. Fernández Miranda |                  | Pen: Ionut Tofan | Asistencia: 33,673 espectadores Árbitro(s): Chris White (Inglaterra) | Asistencia: 33,673 espectadores Árbitro(s): Chris White (Inglaterra) |

| 25 de octubre | Australia | BO 142 – 0 (69-0) | Namibia | Adelaide Oval,                                                   |                                                                  |
|               | Tries: Latham (5), Lyons, Mortlock, Tuqiri (3), Penalty try, Rogers (2), Paul, Giteau (3), Grey, Turinui (2), Burke, Roe Con: Rogers (16) |                   |         | Asistencia: 28,196 espectadores Árbitro(s): Joël Jutge (Francia) | Asistencia: 28,196 espectadores Árbitro(s): Joël Jutge (Francia) |

| 26 de octubre | Argentina                               | BD 15 – 16 (9-10) | Irlanda                                                  | Adelaide Oval,                                                       |                                                                      |
|               | Pen: Quesada (3) Drop: Quesada, Corleto |                   | Tries: Quinlan Con: Humphreys Pen: Humphreys, O'Gara (2) | Asistencia: 28,803 espectadores Árbitro(s): André Watson (Sudáfrica) | Asistencia: 28,803 espectadores Árbitro(s): André Watson (Sudáfrica) |

| 30 de octubre | Namibia                    | 7 – 37 BO (0-32) | Rumania                                                                           | Aurora Stadium, Launceston,                                            |                                                                        |
|               | Tries: Isaacs Con: Wessels |                  | Tries: Petrichei, Sirbu, Chiriac, Teodorescu, Sauan Con: Tofan (3) Pen: Tofan (2) | Asistencia: 15,457 espectadores Árbitro(s): Peter Marshall (Australia) | Asistencia: 15,457 espectadores Árbitro(s): Peter Marshall (Australia) |

| 1 de noviembre | Australia                                  | 17 – 16 BD (11-6) | Irlanda                                                        | Telstra Dome, Melbourne,                                                  |                                                                           |
|                | Tries: Smith Pen: Flatley (3) Drop: Gregan |                   | Tries: O'Driscoll Con: O'Gara Pen: O'Gara (2) Drop: O'Driscoll | Asistencia: 54,206 espectadores Árbitro(s): Paddy O'Brien (Nueva Zelanda) | Asistencia: 54,206 espectadores Árbitro(s): Paddy O'Brien (Nueva Zelanda) |

### Grupo B
| Equipo         | Gan. | Emp. | Per. | A favor | En contra | Extra | Puntos |
| -------------- | ---- | ---- | ---- | ------- | --------- | ----- | ------ |
| Francia        | 4    | 0    | 0    | 204     | 70        | 4     | 20     |
| Escocia        | 3    | 0    | 1    | 102     | 97        | 2     | 14     |
| Fiyi           | 2    | 0    | 2    | 98      | 114       | 2     | 10     |
| Estados Unidos | 1    | 0    | 3    | 86      | 125       | 2     | 6      |
| Japón          | 0    | 0    | 4    | 79      | 163       | 0     | 0      |
| 11 de octubre | Francia | BO 61 - 18 | Fiyi | Suncorp Stadium, Brisbane |  |

| 11 de octubre | Escocia | BO 32 - 11 | Japón | Dairy Farmers Stadium, Townsville |  |

| 15 de octubre | Fiyi | 19 - 18 BD | Estados Unidos | Suncorp Stadium, Brisbane |  |

| 15 de octubre | Francia | BO 51 - 29 | Japón | Dairy Farmers Stadium, Townsville |  |

| 20 de octubre | Escocia | BO 39 - 15 | Estados Unidos | Suncorp Stadium, Brisbane |  |

| 23 de octubre | Fiyi | BO 41 - 13 | Japón | Dairy Farmers Stadium, Townsville |  |

| 25 de octubre | Francia | BO 51 - 9 | Escocia | Telstra Stadium, Sídney |  |

| 27 de octubre | Japón | 26 - 39 BO | Estados Unidos | Central Coast Stadium, Gosford |  |

| 31 de octubre | Francia | BO 41 - 14 | Estados Unidos | WIN Stadium, Wollongong |  |

| 1 de noviembre | Escocia | 22 - 20 BD | Fiyi | Aussie Stadium, Sídney |  |

### Grupo C

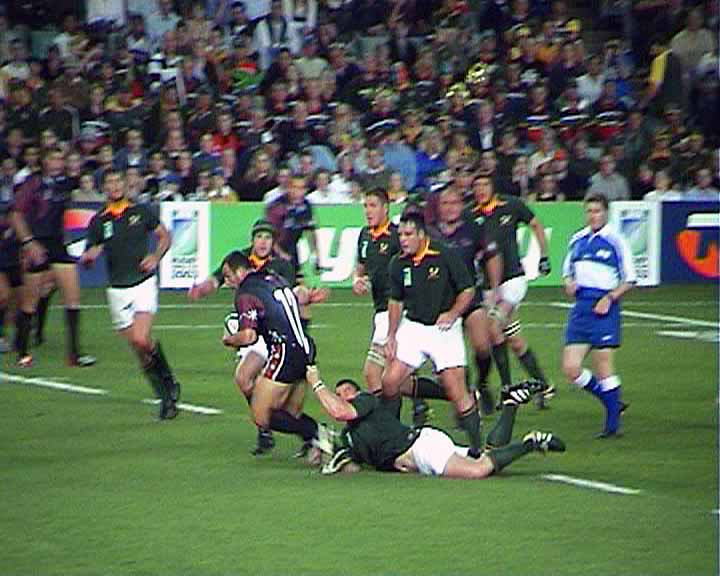
Sudáfrica vs. Georgia,
24 de octubre de 2003

| Equipo     | Gan. | Emp. | Per. | A favor | En contra | Extra | Puntos |
| ---------- | ---- | ---- | ---- | ------- | --------- | ----- | ------ |
| Inglaterra | 4    | 0    | 0    | 255     | 47        | 3     | 19     |
| Sudáfrica  | 3    | 0    | 1    | 184     | 60        | 3     | 15     |
| Samoa      | 2    | 0    | 2    | 138     | 117       | 2     | 10     |
| Uruguay    | 1    | 0    | 3    | 56      | 255       | 0     | 4      |
| Georgia    | 0    | 0    | 4    | 46      | 200       | 0     | 0      |
| 11 de octubre | Sudáfrica | BO 72 - 6 | Uruguay | Subiaco Oval, Perth |  |

| 12 de octubre | Inglaterra | BO 84 - 6 | Georgia | Subiaco Oval, Perth |  |

| 15 de octubre | Samoa | BO 60 - 13 | Uruguay | Subiaco Oval, Perth |  |

| 18 de octubre | Sudáfrica | 6 - 25 | Inglaterra | Subiaco Oval, Perth |  |

| 19 de octubre | Samoa | BO 46 - 9 | Georgia | Subiaco Oval, Perth |  |

| 24 de octubre | Sudáfrica | BO 46 - 19 | Georgia | Aussie Stadium, Sídney |  |

| 26 de octubre | Inglaterra | BO 35 - 22 | Samoa | Telstra Dome, Melbourne |  |

| 28 de octubre | Georgia | 12 - 24 | Uruguay | Aussie Stadium, Sídney |  |

| 1 de noviembre | Sudáfrica | BO 60 - 10 | Samoa | Suncorp Stadium, Brisbane |  |

| 2 de noviembre | Inglaterra | BO 111 - 13 | Uruguay | Suncorp Stadium, Brisbane |  |

### Grupo D
| Equipo        | Gan. | Emp. | Per. | A favor | En contra | Extra | Puntos |
| ------------- | ---- | ---- | ---- | ------- | --------- | ----- | ------ |
| Nueva Zelanda | 4    | 0    | 0    | 282     | 57        | 4     | 20     |
| Gales         | 3    | 0    | 1    | 132     | 98        | 2     | 14     |
| Italia        | 2    | 0    | 2    | 77      | 123       | 0     | 8      |
| Canadá        | 1    | 0    | 3    | 54      | 135       | 1     | 5      |
| Tonga         | 0    | 0    | 4    | 46      | 178       | 1     | 1      |
| 11 de octubre | Nueva Zelanda | BO 70 - 7 | Italia | Telstra Dome, Melbourne |  |

| 12 de octubre | Gales | BO 41 - 10 | Canadá | Telstra Dome, Melbourne |  |

| 15 de octubre | Italia | 36 - 12 | Tonga | Canberra Stadium, Canberra |  |

| 17 de octubre | Nueva Zelanda | BO 68 - 6 | Canadá | Telstra Dome, Melbourne |  |

| 19 de octubre | Gales | 27 - 20 BD | Tonga | Canberra Stadium, Canberra |  |

| 21 de octubre | Italia | 19 - 14 BD | Canadá | Canberra Stadium, Canberra |  |

| 24 de octubre | Nueva Zelanda | BO 91 - 7 | Tonga | Suncorp Stadium, Brisbane |  |

| 25 de octubre | Italia | 15 - 27 | Gales | Canberra Stadium, Canberra |  |

| 29 de octubre | Canadá | 24 - 7 | Tonga | WIN Stadium, Wollongong |  |

| 2 de noviembre | Nueva Zelanda | BO 53 - 37 BO | Gales | Telstra Stadium, Sídney |  |

## Fase final
|  | Cuartos de final                              | Cuartos de final                      |                                       |         | Semifinales            | Semifinales            |  |  | Final                                 | Final |
|  |                                               |                                       |                                       |         |                        |                        |  |  |                                       |       |
|  | 8 de noviembre - Estadio Docklands, Melbourne |                                       |                                       |         |                        |                        |  |  |                                       |       |
|  |                                               |                                       |                                       |         |                        |                        |  |  |                                       |       |
|  | Nueva Zelanda                                 | 29                                    |                                       |         |                        |                        |  |  |                                       |       |
|  | Nueva Zelanda                                 | 29                                    | 15 de noviembre - Estadio ANZ, Sídney |         |                        |                        |  |  |                                       |       |
|  | Sudáfrica                                     | 9                                     |                                       |         |                        |                        |  |  |                                       |       |
|  | Sudáfrica                                     | 9                                     | Nueva Zelanda                         | 10      |                        |                        |  |  |                                       |       |
|  | 8 de noviembre - Estadio Suncorp, Brisbane    |                                       | Nueva Zelanda                         | 10      |                        |                        |  |  |                                       |       |
|  |                                               | Australia                             | 22                                    |         |                        |                        |  |  |                                       |       |
|  | Australia                                     | Australia                             | 22                                    | 33      |                        |                        |  |  |                                       |       |
|  | Australia                                     |                                       | 22 de noviembre - Estadio ANZ, Sídney | 33      |                        |                        |  |  |                                       |       |
|  | Escocia                                       | 16                                    |                                       |         |                        |                        |  |  |                                       |       |
|  | Escocia                                       | 16                                    | Australia                             | 17      |                        |                        |  |  |                                       |       |
|  | 9 de noviembre - Estadio Docklands, Melbourne |                                       | Australia                             | 17      |                        |                        |  |  |                                       |       |
|  |                                               | Inglaterra                            | 20                                    |         |                        |                        |  |  |                                       |       |
|  | Francia                                       | Inglaterra                            | 20                                    | 43      |                        |                        |  |  |                                       |       |
|  | Francia                                       | 16 de noviembre - Estadio ANZ, Sídney |                                       | 43      |                        |                        |  |  |                                       |       |
|  | Irlanda                                       | 21                                    |                                       |         |                        |                        |  |  |                                       |       |
|  | Irlanda                                       | 21                                    | Francia                               | 7       | Tercer y cuarto puesto | Tercer y cuarto puesto |  |  |                                       |       |
|  | 9 de noviembre - Estadio Suncorp, Brisbane    |                                       | Francia                               | 7       | Tercer y cuarto puesto | Tercer y cuarto puesto |  |  |                                       |       |
|  |                                               | Inglaterra                            | 24                                    |         |                        |                        |  |  |                                       |       |
|  | Inglaterra                                    | Inglaterra                            | 24                                    | 28      | Nueva Zelanda          | 40                     |  |  |                                       |       |
|  | Inglaterra                                    |                                       |                                       | 28      | Nueva Zelanda          | 40                     |  |  |                                       |       |
|  | Gales                                         | 17                                    |                                       | Francia | 13                     |                        |  |  |                                       |       |
|  | Gales                                         | 17                                    |                                       |         | 13                     |                        |  |  |                                       |       |
|  |                                               |                                       |                                       |         |                        |                        |  |  | 20 de noviembre - Estadio ANZ, Sídney |       |
|  |                                               |                                       |                                       |         |                        |                        |  |  |                                       |       |

### Cuartos de final
| 8 de noviembre de 2003 | Nueva Zelanda                                                                                    | 29 – 9 (13-6) | Sudáfrica         | Estadio Docklands, Melbourne,                                            |                                                                          |
|                        | Tries: MacDonald 16' Mealamu 59' Rokocoko 72' Con: MacDonald Pen: MacDonald (3) Drop: Mauger 45' |               | Pen: (3) Hougaard | Asistencia: 40.734 espectadores Árbitro(s): Tony Spreadbury (Inglaterra) | Asistencia: 40.734 espectadores Árbitro(s): Tony Spreadbury (Inglaterra) |

| 8 de noviembre de 2003 | Australia                                                                  | 33 – 16 (9-9) | Escocia                                                             | Estadio Suncorp, Brisbane,                                              |                                                                         |
|                        | Tries: Mortlock 46' Gregan 59' Lyons 64' Con: Flatley (3) Pen: Flatley (4) |               | Try: 80' Russell Con: Paterson Pen: (2) Paterson Drop: 38' Paterson | Asistencia: 45.412 espectadores Árbitro(s): Steve Walsh (Nueva Zelanda) | Asistencia: 45.412 espectadores Árbitro(s): Steve Walsh (Nueva Zelanda) |

| 9 de noviembre de 2003 | Francia                                                                                      | 43 – 21 (27-0) | Irlanda                                                 | Estadio Docklands, Melbourne,                                           |                                                                         |
|                        | Tries: Magne 3' Dominici 29' Harinordoquy 33' Crenca 47' Con: Michalak (4) Pen: Michalak (5) |                | Tries: 52' Maggs 65', 82' O'Driscoll Con: (3) Humphreys | Asistencia: 33.134 espectadores Árbitro(s): Jonathan Kaplan (Sudáfrica) | Asistencia: 33.134 espectadores Árbitro(s): Jonathan Kaplan (Sudáfrica) |

| 9 de noviembre de 2003 | Inglaterra                                                           | 28 – 17 (3-10) | Gales                                                       | Estadio Suncorp, Brisbane,                                          |                                                                     |
|                        | Try: Greenwood 44' Con: Wilkinson Pen: Wilkinson (6) Drop: Wilkinson |                | Tries: 30' S. Jones 35' Charvis 71' M. Williams Con: Harris | Asistencia: 45.252 espectadores Árbitro(s): Alain Rolland (Irlanda) | Asistencia: 45.252 espectadores Árbitro(s): Alain Rolland (Irlanda) |

### Semifinales
| 15 de noviembre de 2003 | Nueva Zelanda                                 | 10 – 22 (7-13) | Australia                                      | Estadio ANZ, Sídney,                                                 |                                                                      |
|                         | Try: Thorne 35' Con: MacDonald Pen: MacDonald |                | Try: 9' Mortlock Con: Flatley Pen: (5) Flatley | Asistencia: 82.444 espectadores Árbitro(s): Chris White (Inglaterra) | Asistencia: 82.444 espectadores Árbitro(s): Chris White (Inglaterra) |

| 16 de noviembre de 2003 | Francia                       | 7 – 24 (7-12) | Inglaterra                             | Estadio ANZ, Sídney,                                                      |                                                                           |
|                         | Try: Betsen 10' Con: Michalak |               | Pen: (5) Wilkinson Drop: (3) Wilkinson | Asistencia: 82.346 espectadores Árbitro(s): Paddy O'Brien (Nueva Zelanda) | Asistencia: 82.346 espectadores Árbitro(s): Paddy O'Brien (Nueva Zelanda) |

### Tercer y cuarto puesto
| 20 de noviembre de 2003 | Nueva Zelanda                                                                                       | 40 – 13 (15-6) | Francia                                                     | Estadio ANZ, Sídney,                                                 |                                                                      |
|                         | Tries: Jack 12' Howlett 20' Rokocoko 51' Thorn 54' Muliaina 58' Holah 72' Con: MacDonald Carter (4) |                | Try: 42' Elhorga Con: Yachvili Pen: Yachvili Drop: Yachvili | Asistencia: 62.712 espectadores Árbitro(s): Chris White (Inglaterra) | Asistencia: 62.712 espectadores Árbitro(s): Chris White (Inglaterra) |

### Final
| 22 de noviembre de 2003 | Australia                         | 17 – 20 (t.e.) (6-14) | Inglaterra                                                 | Estadio ANZ, Sídney,                                     |                                                          |
|                         | Try Tuqiri 6' Penales Flatley (4) |                       | Try 38' Robinson Penales (4) Wilkinson Drop 100' Wilkinson | Asistencia: 82.957 espectadores Árbitro(s): André Watson | Asistencia: 82.957 espectadores Árbitro(s): André Watson |

| England            |
|                    |
| Campeón Inglaterra |
| Primer título      |

## Celebraciones

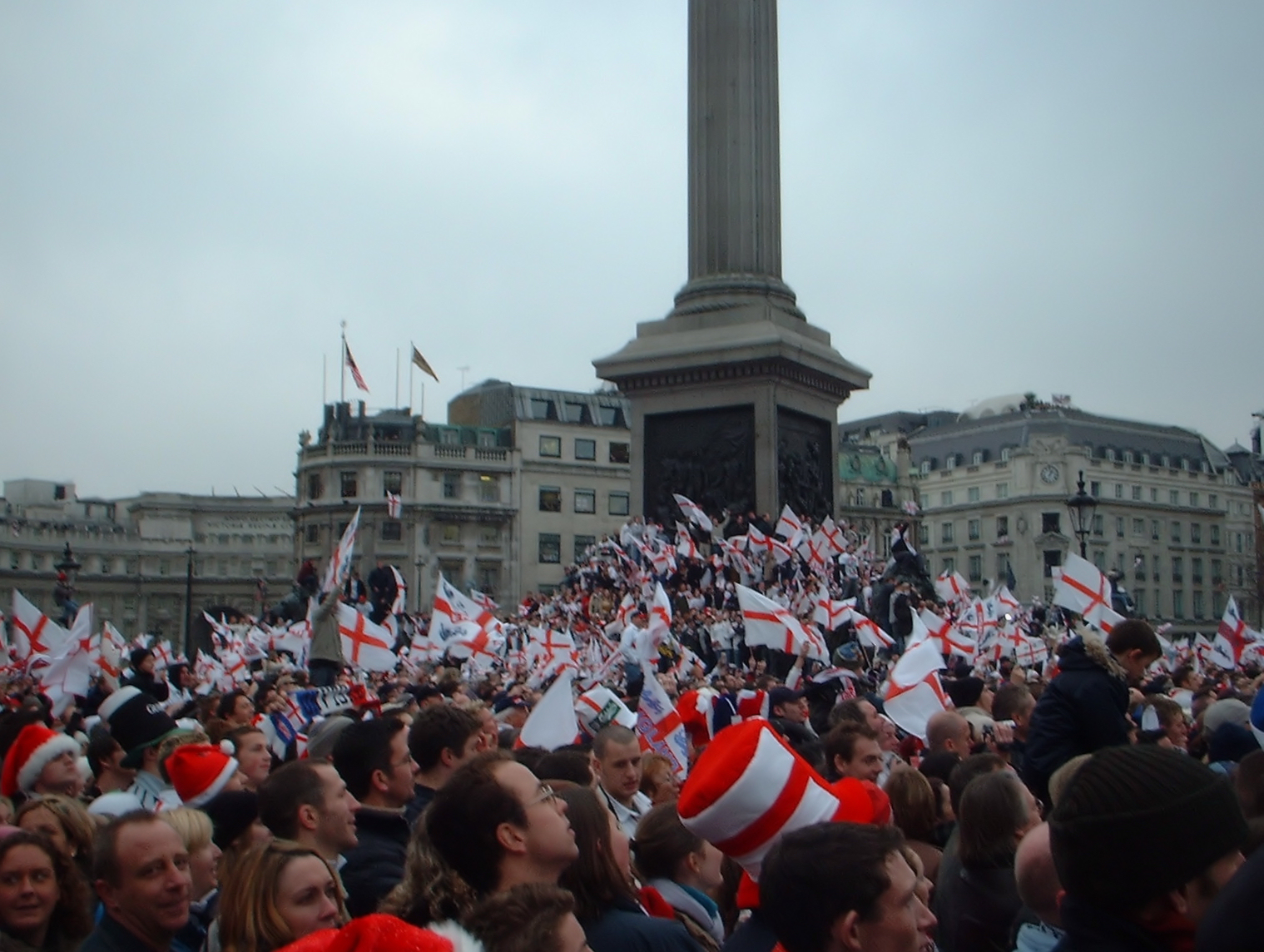
Celebraciones en Trafalgar Square tras la victoria en el Mundial de Rugby de 2003.

Tres días después de la victoria del XV de la Rosa, a pesar del mal clima, el equipo fue recibido por una multitud en el aeropuerto de Londres-Heathrow.
El 8 de diciembre más de 750.000 ingleses celebraron en las calles de Londres aclamando la consagración de su país como Campeones del Mundo. Luego del desfile de victoria, el equipo fue recibido en el Palacio de Buckingham para recibir las felicitaciones de la reina Isabel II.

## Premios y máximos anotadores
Con seis partidos jugados y 113 puntos marcados (máximo anotador), el inglés: Jonny Wilkinson fue elegido el Mejor Jugador del Torneo.

### Máximo anotador
| Puesto | Jugador           | Selección     | Puntos | Tries | Conversiones | Penales | Drops |
| ------ | ----------------- | ------------- | ------ | ----- | ------------ | ------- | ----- |
| 1      | Jonny Wilkinson   | Inglaterra    | 113    | 0     | 10           | 23      | 8     |
| 2      | Frédéric Michalak | Francia       | 101    | 2     | 17           | 18      | 1     |
| 3      | Elton Flatley     | Australia     | 100    | 1     | 16           | 21      | 0     |
| 4      | Leon MacDonald    | Nueva Zelanda | 75     | 4     | 20           | 5       | 0     |
| 5      | Chris Paterson    | Escocia       | 71     | 3     | 7            | 13      | 1     |

Con = conversiones. Pen = penales. Drop = drop goal.

### Máximos anotadores de tries
| Jugador        | Selección     | Tries |
| -------------- | ------------- | ----- |
| Doug Howlett   | Nueva Zelanda | 7     |
| Mils Muliaina  | Nueva Zelanda | 7     |
| Joe Rokocoko   | Nueva Zelanda | 6     |
| Will Greenwood | Inglaterra    | 5     |
| Chris Latham   | Australia     | 5     |